# Cmentarz żydowski w Strzelcach Opolskich
Cmentarz żydowski w Strzelcach Opolskich – były cmentarz żydowski, który znajdował się na ul. Gogolińskiej w Strzelcach Opolskich.
Cmentarz prawdopodobnie założono w latach 1830–1840. Na jego terenie zbudowano dom bractwa pogrzebowego Chewra Kadisza, który wykorzystywano na dom przedpogrzebowy. Chowano tu Żydów z miasta i okolic, m.in. Żydów z Leśnicy zmarłych na cholerę w latach 30. XIX w. W 1837 starostwo strzeleckie zakazało grzebania Żydów z Leśnicy i nakazało wybudowanie własnego, który istnieje nadal.
W sąsiedztwie cmentarza znajdował się cmentarz katolicki (czynny do dzisiaj), a w połowie lat 70. XIX w. obok obu cmentarzy bracia Prankelowie założyli fabrykę. Cmentarz żydowski przetrwał II wojnę światową, choć w 1943 przejęło go gestapo. Został dewastowany przez hitlerowców, a najbardziej wartościowe nagrobki  sprzedano. 
W latach 60. XX w. decyzją władz polskich, dawny cmentarz został zlikwidowany, a miejsce to zagospodarowano na plac przed odlewnią żeliwa i bramą wjazdową do fabryki Agromet-Pionier. Macewy zostały przeniesione na drugą stronę ulicy, a wkrótce znikły. W 2009 zostały przypadkowo znalezione dwie z nich. Obecnie na miejscu cmentarza znajduje się skwer i parking przed budynkiem banku.